# Октябрський (Вітебська область)
Октя́брський (біл. Акцябрскі) — селище в Вітебській області Білорусі, у Чашницькому району.
Октябрський знаходиться за 10 км на північний схід від районного центру, раніше сюди проходила вузькоколійна залізниця, яка нині демонтована.
Населення селища становить 0,3 тис. осіб (1996).
В Октябрському працює торфозавод «Перше травня». Є бібліотека, клуб, пошта, поліклініка (колишня лікарня). В минулому були школа та дитячий садочок.

## Історія
Селище було засноване 1926 року у зв'язку з будівництвом торфозаводу. Спочатку називався Жаренко й знаходився між селами Грушино та Велика Ведренья. В 1949 році, через зменшення запасів торфу, Октябрський був перенесений на сучасне місце. 1967 року селище отримало нову назву. В минулому був центром селищної ради, нині перебуває в складі Іванської сільради.